# Leuciscus bergi
Leuciscus bergi is een straalvinnige vissensoort uit de familie van de eigenlijke karpers (Cyprinidae). De wetenschappelijke naam van de soort is voor het eerst geldig gepubliceerd in 1925 door Kashkarov.
Deze vissensoort is endemisch in het Issyk Koelmeer in Kirgizië. De vis is van commercieel belang maar staat ernstig onder druk vanwege overbevissing.